# Великозаходское сельское поселение
Великозаходское сельское поселение — упразднённое с 12 апреля 2010 года муниципальное образование в Демянском муниципальном районе Новгородской области России.
Административным центром была деревня Великий Заход.
Территория сельского поселения была расположена в южной части Новгородской области, к западу от Демянска. По этой территории протекают реки Пола и Полометь.
Великозаходское сельское поселение было образовано в соответствии с законом Новгородской области от 11 ноября 2005 года № 559-ОЗ. С 12 апреля 2010 года вошло в Жирковское сельское поселение.

## Населённые пункты
На территории сельского поселения были расположены 27 населённых пунктов (деревень): Аннино, Великий Заход, Висючий Бор, Заря, Игнатицы, Каменка, Клёнка, Клуксово, Ковры, Корпово, Костьково, Красная, Маслино, Михалёво, Нарезка, Новый Брод, Новое Сохново, Охрино, Пахино, Подновинка, Приволье, Старый Брод, Тоболка, Хахили, Хмели, Цемена, Ямник.